# Anthology 1994-1999
 (mars 2017).
Si vous disposez d'ouvrages ou d'articles de référence ou si vous connaissez des sites web de qualité traitant du thème abordé ici, merci de compléter l'article en donnant les références utiles à sa vérifiabilité et en les liant à la section « Notes et références ».
Albums de Yngwie Malmsteen
War to End All Wars
(2000) Live with the New Japan Philharmonic
(2002)
Anthology 1994-1999 est un album compilation du guitariste de heavy metal suédois Yngwie Malmsteen, sorti le 15 mars 2000, exclusivement au Japon, en édition limitée.
L'équivalent européen est The Best of 1990-1999, paru le 24 avril 2000 et ne comportant que 14 morceaux.
Même s'il manque certains titres-clés, ce disque couvre tous les albums sortis entre 1994 et 1999 sur le label Pony Canyon.
Cette compilation comporte trois titres inédits : les deux instrumentaux Flamenco Diablo et Amadeus Quattro Valvole, ainsi que la reprise du groupe pop suédois ABBA, Gimme! Gimme! Gimme! (A Man After Midnight), enregistrée en 1999 durant les sessions de l'album Alchemy.

## Liste des titres
Toutes les chansons sont écrites et composées par Yngwie Malmsteen, sauf annotation.
| 1.    | Gimme! Gimme! Gimme! (A Man After Midnight) | Inédit - Reprise d'ABBA  | 5:57 |
| 2.    | Never Die                                   | The Seventh Sign (1994)  | 3:29 |
| 3.    | Brothers                                    | The Seventh Sign         | 3:47 |
| 4.    | Seventh Sign                                | The Seventh Sign         | 6:32 |
| 5.    | Crash And Burn                              | The Seventh Sign         | 4:06 |
| 6.    | Vengeance                                   | Magnum Opus (1995)       | 4:49 |
| 7.    | Fire In The Sky                             | Magnum Opus              | 4:58 |
| 8.    | Like An Angel                               | Facing the Animal (1997) | 5:48 |
| 9.    | My Resurrection                             | Facing the Animal        | 4:48 |
| 10.   | Another Time                                | Facing the Animal        | 5:02 |
| 11.   | Rising Force (Live)                         | Double LIVE! (1998)      | 4:30 |
| 12.   | I'll See The Light Tonight (Live)           | Double LIVE!             | 5:16 |
| 13.   | Wield My Sword                              | Alchemy (1999)           | 6:13 |
| 14.   | Hangar 18 Area 51                           | Alchemy                  | 4:43 |
| 15.   | Flamenco Diablo                             | Inédit - Instrumental    | 3:15 |
| 16.   | Amadeus Quattro Valvole                     | Inédit - Instrumental    | 6:35 |
| 79:53 |                                             |                          |      |